# Хундертвасерхаус
Хундертвасерхаус (нем. Hundertwasserhaus) је стамбена зграда у Бечу, Аустрија, саграђена на основу идеје аустријског уметника Фриденсрајха Хундертвасера са архитектом Јозефом Кравином као коаутором.
Ова експресионистичка знаменитост Беча налази се у округу Ландштрасе, на углу улица Кегелгасе и Ловенгасе. Хундертвасерхоус једна је од најпосећенијих зграда Беча и постала је део аустријске културне баштине.

## Историја изградње
Фриденсрајх Хундертвасер почео је као сликар. Међутим, од почетка 1950-их, он се све више фокусирао на архитектуру, писање есеја и манифеста и читање истих у јавности. Своје прве архитектонске моделе направио је 1972. године за ТВ емисију „Wünsch dir was“, како би демонстрирао своје идеје о пошумљеним крововима, „станарима дрвећу“ и „праву прозора“ сваког станара који може да украси фасаду око свог прозора како жели. У овим моделима Хундертвасер је такође развио нове архитектонске форме, попут куће облика „прорез ока” и „ливаде на високим зградама”, „куће са терасама”.
На предавањима на академијама и пред архитектонских удружењима Хундертвасер објаснио је своју бригу о архитектури и њеном складу са природом и човеком. Бруно Крајски, тадашњи савезни канцелар, предложио је у писму  30. новембра 1977. године, Леополду Грацу, градоначелнику Беча, да Хундертвасер добије прилику да реализује своје идеје у области архитектуре, омогућавајући му да изгради стамбени објекат  након чега је Леополд Грац у писму од 15. децембра 1977. године позвао Хундертвасера да креира стамбену зграду у складу са својим идејама.
Пошто Хундертвасер није архитекта, тражио је од града да му обезбеде архитекту да његове замисли претвори у архитектонске цртеже. У ту сврху архитект Јозеф Кравина је позван да се придружи уметнику и помогне му да своје идеје оствари у пракси.
У августу и септембру 1979, архитекта Кравина представио је Хундертвасеру своје прелиминарне цртеже и модел од стиропора. Хундертвасер је био шокиран и одбацио их као равне и неприродне, управо оно против чега се он непрекидно борио. Као што је показао његов модел „кућа са терасама“ за Евровизију, он је већ замислио сасвим другачији тип куће.  Како би завршио свој пројекат помогао му је архитекта Петер Пеликан. Хундертвасер је наставио сарадњу са њим и после овог пројекта.
Кућа је саграђена између 1983. и 1985. према идејама и концептима Хундертвасера са архитектом Јозефом Кравином као коаутором, а архитектом Петер Пеликаном као пројектантом.

## Опис зграде
Камен темељац положен је 16. августа 1983, а 17. фебруара 1986. године зграда је представљена њеним становницима. Хундертвасер је на градилишту био сваки дан током годину дана. 70.000 људи посетило је кућу на дан отворених врата.
Изградња је завршена 1985. године по цени од преко 7 милиона евра, овај стамбени блок је у власништву града Беча и изнајмљује се појединцима као и било који други пројекат јавног становања.
Хундертвасер није наплатио дизајн куће, изјавивши да је довољно што је спречио да се на њеном месту не појави нешто ружно.
Хундертвасер је одбацио функционализам модерне архитектуре, па је Хундертвасерхаус окруњена позлаћеном куполом у облику лука и украшен штукатурним фигурама и керамичким стубовима. Хундертвасерова жеља да архитектуру приближи природи не огледа се само у употреби облина, већ и у пејзажном обликовању тераса дрвећем и бршљаном. Фасада Хундертвасерхауса је обојена јарким шареним бојама.
Зграда је направњена од циглане конструкције. Станови имају различите тлоцрте. Постоје једноспратни и двоспратни станови. Многи апартмани имају избочене балконе или перголе и лође. Станови имају валовите подове, кров прекривен земљом и травом и великим стаблима која расту изнутра, са гранама који се вире из прозора.
За пошумљавање 14 великих и исто толико малих зелених површина коришћено је 900 тона земље. Многе терасе су јавно доступне, друге су предвиђене за станове, а неке су резервисане за спонтану вегетацију. Травњак и шумске површине куће чине више од 100 одсто тлоцрта. Оно што је изградњом зграде одузето природи обновљено је на крововима. Мозаике на зидовима, степеницама и ходницима креирали су радници заједно са плочицама у кухињама и купаоницама, које су постављене неправилно да би се избегло решеткасто решење. То је прва кућа у којој се станарима даје право прозора као део уговора о закупу.
Унутар зграде налази се 53 апартмана, четири канцеларије, 16 приватних тераса и три јавне терасе, и укупно 250 стабала и жбунова.
Овом зградом Хундертвасер је доказао да је архитектура у складу са природом могућа у редовним временским периодима изградње, у оквиру финансијског буџета јавног пројекта и унутар тренутних закона о грађевини без икаквих посебних дозвола.

## Одлука суда
Од 2001. године, двадесет година након изласка архитекте Кравина из пројекта, фирма H.B. Medienvertriebsgesellschaft mbH са његовим пословним менаџером Харалдом Бохмом охрабрила је архитекту Кравина да правно поткрепи свој захтев коаутора Хундертвасерхауса. Након осам година парнице, 11. марта 2010, аустријски Врховни суд правде је пресудио да је Јозеф Кравина заједно с Фриденсрајхом Хундертвасером коаутор зграде и да је забрањено Хундертвасер непрофитној фондацији да дистрибуира било какву илустрацију или копију куће без признавања Кравина као коаутора.
Према пресуди, Хундертвасер је био једини духовни стваралац зграде, међутим, Кравина мора бити препознат као један од креатора једнаке заслуге и бити једнако плаћен.

## Галерија
- Фасада из улице Ловенгасе
- Фонтана
- Делић фасаде
- Стубови
- Угао зграде
- Валовите површине

## Спољашњи извори
- Hundertwasser House website by Hundertwasser Foundation Архивирано на веб-сајту  (10. мај 2016) (English)